# Zdolność procesowa
Zdolność procesowa – zdolność podmiotów procesu sądowego (postępowania sądowego) do podejmowania czynności procesowych, takich jak np. wytaczanie powództwa i zaskarżanie orzeczeń sądowych, składanie wszelkiego rodzaju oświadczeń i wniosków. 
Zdolność procesową mają:
- osoby fizyczne posiadające pełną zdolność do czynności prawnych, a także posiadające ograniczoną zdolność do czynności prawnych, w sprawach, w których osoby te mogą działać samodzielnie,
- osoby prawne,
- inne jednostki organizacyjne, którym przepis prawa przyznaje zdolność prawną,

Zdolność procesowa podmiotów, które nie są osobami fizycznymi jest związana z ich zdolnością sądową - podmioty te, mając zdolność sądową, mają równocześnie także zdolność procesową. 
Osoba fizyczna, która nie ma zdolności do czynności prawnych, nie posiada również zdolności procesowej, a więc nie może podejmować żadnych czynności procesowych.
Zdolność procesową pełną mają osoby fizyczne, jeżeli mają pełną zdolność do czynności prawnych, a więc osoby pełnoletnie (w tym także kobiety, które ukończyły 16 lat i za zgodą sądu zawarły związek małżeński) i nieubezwłasnowolnione.
Zdolność procesowa ograniczona przysługuje osobom fizycznym, jeżeli mają jedynie ograniczoną zdolność do czynności prawnych, są to osoby małoletnie między 13. a 18. rokiem życia oraz osobom częściowo ubezwłasnowolnionym a także osoby, dla których w postępowaniu o ubezwłasnowolnienie został ustanowiony doradca tymczasowy. 
Osoba posiadająca ograniczoną zdolność procesową może dokonywać wszelkich czynności procesowych w postępowaniach cywilnych wynikających z czynności prawnych, których może dokonywać samodzielnie. W pozostałych postępowaniach cywilnych nie może dokonywać żadnych czynności procesowych.